# HMG20B
El grupo de alta movilidad 20B (HMG20B) es una proteína codificada en humanos por el gen HMG20B.
La proteína HMG20B pertenece a la subfamilia E de reguladores de la cromatina dependientes de actina asociados a la matriz y relacionados con el complejo SWI/SNF.

## Interacciones
La proteína HMG20B ha demostrado ser capaz de interaccionar con:
- KIF4A[3]
- HDAC1[4]
- HDAC2[4][5]
- PHF21A[4][6]
- RCOR1[4]
- BRCA2[7][4]